# Свята, культура, традиції Молдови (серія монет)

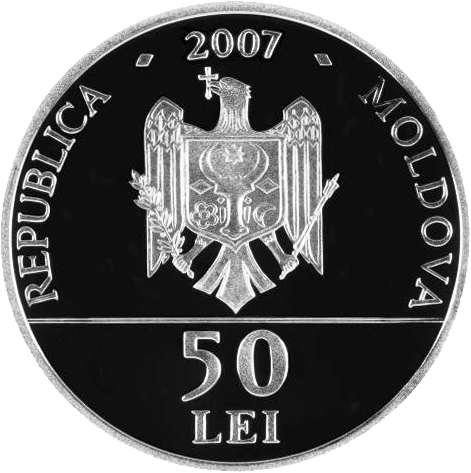
Аверс

«Свята, культура, традиції Молдови» — серія пам'ятних монет із срібла 925/1000 проби відкрита Національним банком Молдови в 2007 році. Номінал монет — 50 лей, якість виготовлення — пруф, вага — 16,5 грам, діаметр — 30 мм, тираж по 500 екземплярів.
В серію включені монети із зображенням промислів і народних традицій, збережених та переданих місцевими жителями протягом всієї історії. Національний банк відкрив дану серію випуском в обіг монети «Народна традиція — гончарне ремесло» — старовинне ремесло, яке виділяє традиційну румунську кераміку серед найкрасивіших у Європі. У серію «Свята, культура, традиції Молдови» включені також монети «Бондарне ремесло» і «Народна традиція — ткацтво».
На аверсі кожної монети в центрі — герб Республіки Молдова; у верхній частині — цифра з позначенням року карбування; в нижній частині — напис «50 LEI»; по колу монети — великими буквами викарбувано напис «REPUBLICA MOLDOVA».
| Назва                                 | Дата випуску в обіг | Реверс | Зображення |
| ------------------------------------- | ------------------- | --- | ---------- |
| «Народна традиція — гончарне ремесло» | 12 листопада 2007   | В центрі — гончарний круг і руки, що моделюють посудину; По колу монети — великими буквами викарбувано напис «TRADIŢIA POPULARĂ-OLĂRITUL».          |            |
| «Бондарне ремесло»                    | 21 листопада 2008   | В центрі — бондар виготовляє бочку; У верхній частині, по колу монети — великими буквами, викарбувано напис «BUTNĂRITUL».                           |            |
| «Народна традиція — ткацтво».         | 15 червня 2009      | В центрі — зображення селянки, яка працює за ткацьким верстатом; По колу монети — великими буквами викарбувано напис «TRADIŢIA POPULARĂ — ŢESUTUL». |            |